# Richbunea gracilis
Richbunea gracilis är en mossdjursart som beskrevs av Gordon och Jean-Loup d'Hondt 1997. Richbunea gracilis ingår i släktet Richbunea och familjen Celleporidae. Inga underarter finns listade i Catalogue of Life.